# Râul Danca
Râul Danca este un curs de apă din județul Sibiu, fiind unul din cele două brațe care formează râul Lotrișoara Mare. 

## Hărți
- Hărta Munților Lotrului  Arhivat în 6 mai 2008, la Wayback Machine.
- Harta județului Sibiu